# Івано-Петровка
Іва́но-Петро́вка (каз. Ивано-Петров) — село у складі Єсільського району Північноказахстанської області Казахстану. Входить до складу Волошинського сільського округу.
Населення — 284 особи (2021; 355 у 2009, 408 у 1999, 505 у 1989).
Національний склад станом на 1989 рік:
- росіяни — 78 %.